# Kiunga bleheri
Kiunga bleheri är en fiskart som beskrevs av Allen 2004. Kiunga bleheri ingår i släktet Kiunga och familjen Pseudomugilidae. Inga underarter finns listade i Catalogue of Life.